# Фалькенхайнер, Вильгельм
Вильгельм Фалькенхайнер (нем. Wilhelm Falckenheiner; 1837 — ?) — немецкий писатель и педагог, бывший школьный учитель и проповедник.
В энциклопедическом словаре Брокгауза и Ефрона его имя дано как Гийом Фалькенгейнер (нем. Guillaume Falkenheiner).

## Избранная библиография
- «Ich weiß, an wen ich glaube» (1863);
- «Der evangelische Geschichte und das öffentliche Leben» (1884);
- «Zur Verständigung und zur Versöhnung, ein Wort an den Arbeitesstand» (1869);
- «Über die Grenzen des konfess. Elementes» (1872);
- «Aus der bösen alten Zeit, ein hessisches Volksbüchlein» (1884)[1].